# 小糖溪
小糖溪（Little Sugar Creek）是流经阿肯色本顿县西北和密苏里州麦当劳县西南部的一条溪流。它是麋鹿河的支流。
该溪流的起源于本顿县东北的加菲尔德东南部（位于36°25′09″N 93°55′53″W / 36.41917°N 93.93139°W ）。溪水在布赖特沃特以西穿过62号美国国道，在豌豆岭以南穿过94号阿肯色州州道和72号阿肯色州州道，接着转向西北，与72号美国国道平行流经贝拉维斯塔地区，并在卡维纳（Caverna）进入密苏里州。 
在密苏里州，小糖溪流向西北，穿过90号密苏里州州道，经过黑文赫斯特（Havenhurst）社区，在派恩维尔（Pineville）南部与大糖溪汇合成为麋鹿河（36°35′18″N 94°22′58″W / 36.58833°N 94.38278°W）。 在派恩维尔，水流流速约为每秒224立方英尺。具有讽刺意味的是，该溪流量实际上比所谓的“大”糖溪大（参见大糖溪的流量）。